# Harlekijnlieveheersbeestje
Het harlekijnlieveheersbeestje (Harmonia quadripuncta) is een kever uit de familie van de lieveheersbeestjes (Coccinellidae).
De imago wordt 5,5 tot 6 mm lang. De dekschilden zijn rood met acht stippen in een patroon van voor naar achter van eerst een, dan drie, dan weer drie en dan weer een. Er komen echter variaties voor. De stippen zijn bij diverse exemplaren niet zwart, maar licht geelbruin. Deze geelbruine kleur komt ook voor als basiskleur van het gehele dekschild. Over het dekschild lopen bij rode exemplaren vaak vage lichte lengtestrepen. Het halsschild is licht van kleur met zwarte stippen. Dicht bij de dekschilden is een "kattenpootje" herkenbaar (een stip, met vier eromheen), daarbuiten bevinden zich nog wat kleinere stipjes. 
Het dier is vooral te vinden in naaldbos op spar en den. Het leeft van bladluizen.
De soort komt verspreid over het Palearctisch gebied voor en is geïntroduceerd in Noord- en Zuid-Amerika. De soort is in Nederland en België vrij algemeen. 

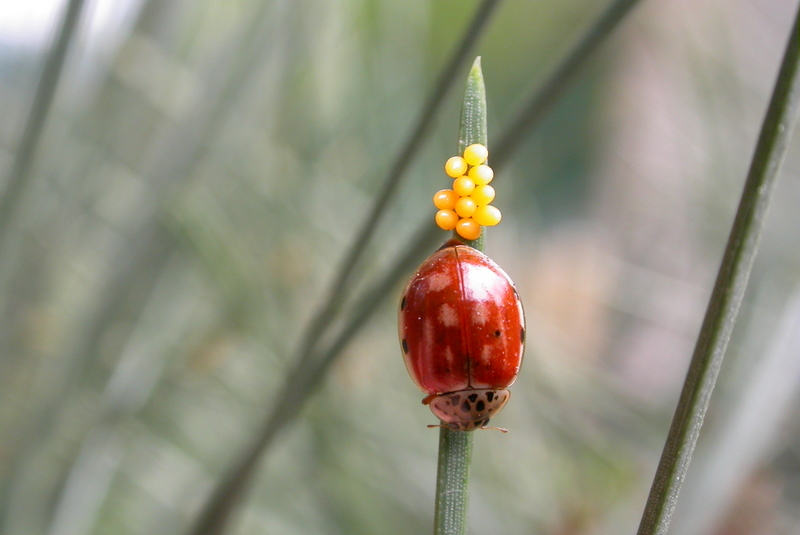
Wijfje legt eitjes
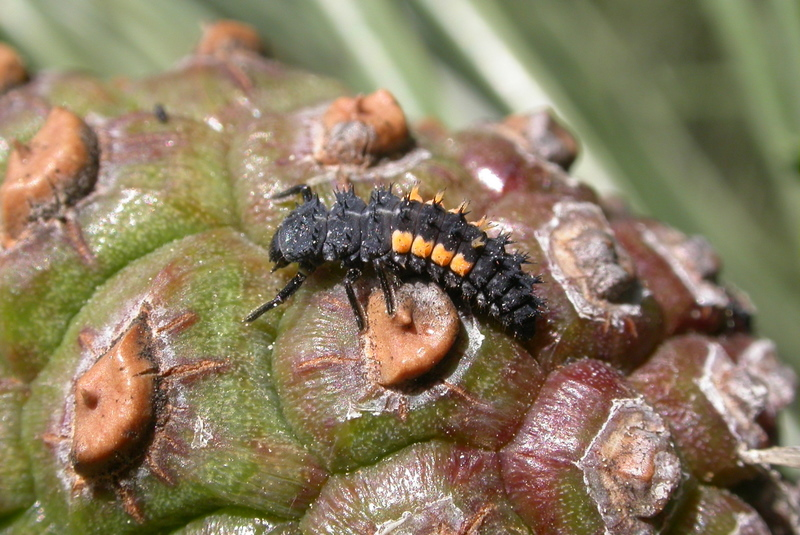
Larve
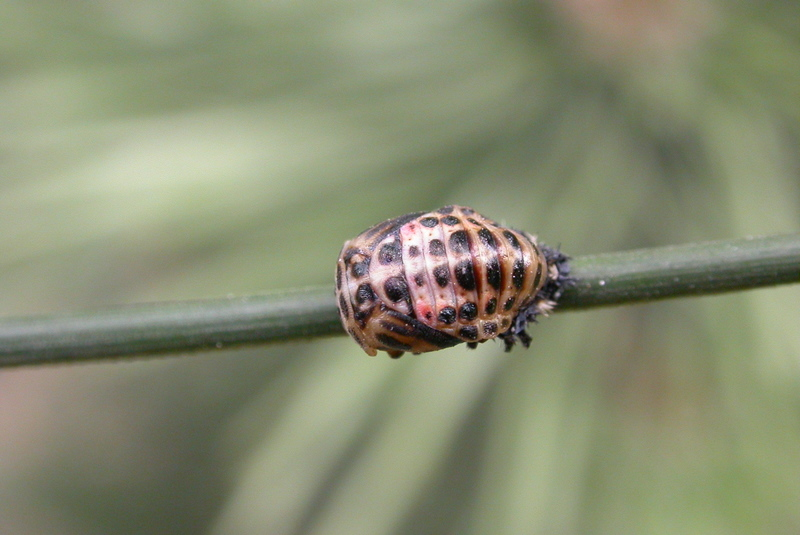
Pop